# Алекс Тайо Аканде
Александер Олуватайо Аканде (кит: 艾力士; нар. 9 лютого 1989 року), також відомий як Алекс Аканде або Алекс Тайо Аканде — гонконзький футболіст нігерійського походження.

## Клубна кар'єра

### Тай Чунг та Істерн
Аканде прибув до Гонконгу в 2008 році і грав за «Тай Чунг» у другому дивізіоні Гонконгу. Його плідна гра незабаром привернула увагу команди Істерн першого дивізіону. Аканде приєднався до Істерну в січні 2009 року і завершив сезон із 6 голами.

### Тай Чунг і Кітчі
Аканде повернувся в Тай Чунг у сезоні 2009-10. Забивши 3 голи в 12 матчах за Тай Чунг за половину сезону він приєднався до Кітчі в середині сезону після відходу іспанського ударного дуету Кітчі Альберта Віргілі Форт і Рауля Торреса.
Трансфер також дав Аканде можливість зіграти в Кубку Місячного Нового року 2010, коли він грав за Кітчі. У двох 45-хвилинних матчах Аканде забив гол проти Pegasus Invitation у перемозі 1-0 і асистував своїм товаришам по команді, зігравши в нічию 1-1 проти переможця Ліги чемпіонів АФК 2009. Незважаючи на втрату титулу від «Пхохан Стілерс» через різницю в один гол, Аканде був визнаний MVP турніру.
Аканде забив ще 4 голи за Кітчі в місцевих змаганнях протягом половини сезону.

### Тай Чунг
Аканде знову повернувся в Тай Чунг і відіграв за команду повний сезон 2010-11. Його 3 голів в 19 матчах не вистачило, щоб врятувати Тай Чунга від вильоту.

### Рейнджерс та Гонконг Саплінг
Четвертий сезон Аканде в Гонконзі почався з приєднання до Рейнджерс. У середині сезону, після невдалого старту в клубі він був відданий в оренду Гонконг Саплінг, команді, що була сформована Футбольною асоціацією Гонконгу.
У цьому клубі він забив 9 голів у 12 матчах. Проте Федеральна федерація Гонконгу вирішила не продовжувати керування Гонконг Саплінг після того, як команда не змогла уникнути пониження в класі. У результаті команду було розформовано після сезону.

### Тай По
Аканде приєднався до іншого клубу першого дивізіону Гонконгу Тай По в сезоні 2012-13, в якому він провів один із найкращих сезонів у своїй кар'єрі. Він забив 5 голів, включаючи хет-трик проти Туен Муна в чвертьфіналі Senior Shield 2012-13, що сприяло першому тріумфу команди в історії турніру. Він завершив сезон із 19 голами у всіх турнірах.
Його виступ також забезпечив йому місце в Лізі Гонконгу XI на Кубок місячного Нового року 2013, де він грав проти Busan I'Park з Кореї та Muangthong United з Таїланду на цьому щорічному міжнародному турнірі.
Однак, незважаючи на його плідну гру в попереду, вразливий захист команди коштував їм місця у вищій лізі. Тай По був залучений до боротьби за пониження, у якій загалом 6 команд боролися за те, щоб уникнути пониження в останній день ліги. Він відкрив рахунок для «Тай По» у величезній битві проти «Йокогами» Гонконг, іншої команди, яка потрапила в зону вильоту. Тим не менш, Тай По пропустив приголомшливий гол на останній секунді, який скасував їхню перевагу та не дав команді втриматись у найвищому дивізіоні країни.

### Друга спроба в Кітчі
Після пониження Тай По Аканде знову приєднався до Кітчі. Клуб розпочав сезон міжнародним виставковим матчем проти «Манчестер Юнайтед». Він мав нагоду зіграти проти чинного чемпіона Прем'єр-ліги, і забив блискучий гол у поразці (2-5).
Аканде також отримав свою першу нагоду на континентальних змаганнях, оскільки його обрали одним із чотирьох іноземних гравців для чвертьфінального матчу Кубка АФК 2013 проти Аль-Файсалі з Йорданії. Кітчі програв перший матч вдома 1-2, а Аканде зрівняв рахунок на початку 2-го тайму. Kitchee вибули зі змагань з таким же рахунком у другому матчі.
Сезон закінчився вдало як для Кітчі, так і для Аканде, оскільки Кітчі провів непереможний сезон як чемпіон ліги, маючи на 16 очок перевагу над Пегасусом, який посів друге місце, тоді як Аканде додав до свого рахунку ще 10 голів у всіх місцевих змаганнях.
Кітчі розпочали свій новий сезон міжнародним виставковим матчем проти ПСЖ на стадіоні Гонконгу 29 липня 2014 року. Аканде знову забив ворота проти європейського гіганта під час цієї поразки 2-6.
Того ж сезону Кітчі призначив своїм головним тренером колишнього голкіпера збірної Іспанії та мадридського Атлетіко Хосе Франсіско Моліну. Команда прагнула більшого успіху в Кубку АФК 2014 та плей-офф Ліги чемпіонів АФК 2015. Однак Аканде отримав травму на тренуванні на початку сезону, що змусило його пропустити решту сезону. Після успішної операції він поїхав до Сполучених Штатів на реабілітацію зі спеціалізованою фізіотерапією. Реабілітація пройшла успішно, і він був готовий повернутися до наступного сезону.

### Третя спроба в Кітчі
Зігравши лише декілька матчів за Далянь, Аканде був проданий клубом. Згодом Кітчі підтвердив трансфер.

## Титули і досягнення
- Чемпіон Гонконгу (5):

«Кітчі»: 2013-14, 2014-15, 2016-17, 2017-18, 2020-21
- Володар Кубка Гонконгу (4):

«Тай По»: 2012-13: «Кітчі»: 2014-15, 2016-17, 2017-18
- Володар Кубка гонконзької ліги (2):

«Кітчі»: 2014-15, 2015-16
- Володар Суперкубка Гонконгу (1):

«Кітчі»: 2017